# Большой Атмас (Омская область)
Большой Атмас — село в Черлакском районе Омской области России. Административный центр Большеатмасского сельского поселения. Население 2033 чел. (2010) .

## История
В соответствии с Законом Омской области от 30 июля 2004 года № 548-ОЗ «О границах и статусе муниципальных образований Омской области» село возглавило образованное муниципальное образование «Большеатмасское сельское поселение».

## География
Большой Атмас находится на юге-востоке региона, в пределах Курумбельской степи, являющейся частью Чебаклы-Суминской впадины, вблизи государственной границы с Казахстаном, между рекой Иртыш и федеральной автодорогой (евразийском маршрутом) А-320.
Абсолютная высота — 89 м над уровнем моря.

## Население
| 2010 |
| ---- |
| 2033 |

Гендерный состав
По данным Всероссийской переписи населения 2010 года в гендерной структуре населения из 2033 человек мужчин — 908, женщин — 1125 (44,7 и 55,3 % соответственно).
Национальный состав
Согласно результатам переписи 2002 года, в национальной структуре населения русские составляли 80 % от общей численности населения в 2298 чел..

## Инфраструктура
- ЗАО «Большеатмасское»
- СПК «Плодопитомник Черлакский», продукция поставляется и в Казахстан[6]
- Пристань [7].
- храм, Русская православная церковь и отделение Почты России, находятся в одном здании[8]

## Транспорт
Автомобильный и водный транспорт.
Автодороги «Большой Атмас — Погранично-Григорьевка» (идентификационный номер 52 ОП МЗ Н-570) длиной 27, 50 км, «Красный Октябрь — Большой Атмас» (идентификационный номер 52 ОП МЗ Н-573) длиной 7,65 км..
Остановка общественного транспорта «Большой Атмас».